# كوبا بيرو 2010
كوبا بيرو 2010 (بالإسبانية: Copa Perú 2010) هو الموسم 38 من كوبا بيرو ‏. فاز فيه Unión Comercio ‏.